# لیدیا سیمونسکی
لیدیا سیمونسکی (ایتالیایی: Lydia Simoneschi؛ ۴ آوریل ۱۹۰۸ – ۵ سپتامبر ۱۹۸۱) بازیگر، صداپیشه و مدیر دوبلاژ اهل ایتالیا بود. وی بین سال‌های ۱۹۳۲ تا ۱۹۷۶ میلادی فعالیت می‌کرد.
از فیلم‌ها یا مجموعه‌های تلویزیونی که وی در آن‌ها نقش داشته است، می‌توان به بانوی پیر اشاره نمود.